# Балахчин
Балахчин — упразднённый посёлок (в 1934—1967 годах — рабочий посёлок) в Ширинском районе Республики Хакасия России. На момент упразднения входил в состав Беренжакского сельсовета. Упразднён в 1976 году.

## География
Располагался у подножья горы Чохтас, на реке Андат (приток Белого Июса), в 6 км к юго-западу от деревни Беренжак.

## История
В 1858 году было открыто Балахчинское месторождение рассыпного золота. Подвергалось отработке в несколько периодов. В 1932 году начал действовать Балахчинский рудник.
В 1934 году селение Балахчин было отнесено к категории рабочих поселков. 
В 1956 г Балахчинское месторождение было законсервировано из-за снижения содержания золота в руде. Посёлок постепенно начало покидать население. В 1967 году рабочий посёлок был переведен в разряд сельских населённых пунктов.
Решением Красноярского крайисполкома от 24.12.1976 г. № 743-29 посёлок Балахчин был исключен из административно-территориального учёта Беренжакского сельсовета.

## Население
По переписи 1939 года в посёлке проживало 8229 человек, в том числе 4076 мужчин и 4153 женщины. В 1959 году в посёлке проживало 2970 человек, в том числе 1359 мужчин и 1611 женщин.